# Parti démocrate (Roumanie)
Pour les articles homonymes, voir Parti démocrate.
Le Parti démocrate (en roumain : Partidul Democrat, abrégé en PD) est un parti politique roumain issu du Front de salut national (FSN) renommé, en 1993, en Parti démocrate-Front de salut national (PD-FSN). Il prend ensuite le nom de Parti démocrate en 2000. 
Initialement de centre gauche et prônant une idéologie de type social-démocrate. Il vire vers le libéral-conservatisme dans les années 2000.
Il absorbe en 2007 le Parti libéral-démocrate (PLD) et prend le nom de Parti démocrate-libéral (PDL).

## Historique

### Fondation
En mai 1993, le Front de salut national, alors dirigé par Petre Roman, devient le Parti démocrate-Front de salut national. Environ deux ans plus tard, le PD-FSN s'associe avec le Parti social-démocrate roumain (PSDR), formant en septembre 1995 l'Union sociale-démocrate (USD), une coalition électorale.
Progressivement, le Parti démocrate-Front de salut national absorbe le Parti démocrate du travail, le Parti de l'unité sociale-démocrate, le Front démocrate roumain et le Parti de l'Alliance pour la Roumanie.

### Arrivée au pouvoir
Bien que Petre Roman finisse troisième du premier tour de l'élection présidentielle de novembre 1996 et que l'USD atteigne la même place dans les deux chambres, le PD-FSN entre au gouvernement après s'être allié avec la Convention démocratique roumaine (CDR), une coalition libérale et conservatrice formée autour du Parti national libéral (PNL). Dans les trois différents exécutifs formés au cours de la législature, les démocrates obtiennent des ministères importants, tels que les Affaires étrangères, la Défense ou encore l'Industrie.

### Passage dans l'opposition
Les quatre années de pouvoir donnent au PD-FSN de terribles résultats en 2000 : Petre Roman totalise à peine 3 % des voix à l'élection présidentielle de novembre, tandis qu'aux élections parlementaires le parti atteint à peine les 7 %, la place de première force de l'opposition revenant alors au Parti de la Grande Roumanie (PRM), une formation d'extrême-droite. 

### Présidence Băsescu et virage à droite
Le maire de Bucarest et ancien ministre des Transports Traian Băsescu prend la succession de Roman à la direction du Parti démocrate. Le PD-FSN devient le PD en 2000. Alors que le PD est social-démocrate, Traian Băsescu l'oriente progressivement vers le centre droit. En 2001, le PSDR fusionne pour sa part avec le PDSR (ex-FDSN) pour former le Parti social-démocrate.
Lors d'un conseil national tenu en septembre 2003, le PD accepte de constituer une coalition avec le Parti national libéral désormais dirigé par Călin Popescu-Tăriceanu, leur union prenant le nom de « Alliance justice et vérité » (Alliance DA) ; Băsescu est ainsi choisi comme candidat à l'élection présidentielle, tandis que Popescu-Tăriceanu sera Premier ministre en cas de victoire. 
L'Alliance DA se contente d'une majorité relative au Parlement lors des élections de novembre 2004, mais s'associe avec l'Union démocrate magyare de Roumanie (UDMR) et le Parti humaniste roumain (PUR) pour constituer une majorité parlementaire. La présidentielle donne à Traian Băsescu la victoire au second tour sur le Premier ministre social-démocrate Adrian Năstase. En 2005, le maire de Cluj-Napoca Emil Boc prend la présidence du PD, le parti décidant de quitter l'Internationale socialiste et le Parti socialiste européen (PSE) pour rejoindre le Parti populaire européen (PPE).

### Changement de nom en PDL
Après plusieurs mois de conflit larvé avec le chef de l'État, Călin Popescu-Tăriceanu opère un vaste remaniement ministériel le 5 avril 2007, qui exclut les démocrates de l'exécutif et met fin à l'Alliance DA. Dès le 15 décembre suivant, le PD passe un accord de fusion avec le Parti libéral-démocrate (PLD) de l'ancien Premier ministre du PNL Theodor Stolojan. Le PD prend alors le nom de Parti démocrate-libéral en mars 2008.

## Résultats électoraux

### Législatives
| Année | Chambre des députés | Chambre des députés | Sénat | Sénat    | Rang | Gouvernement                                                  |
| Année | Voix                | Sièges              | Voix  | Sièges   | Rang | Gouvernement                                                  |
| ----- | ------------------- | ------------------- | ----- | -------- | ---- | ------------------------------------------------------------- |
| 1996  | 12,9                | 43 / 343            | 13,2  | 22 / 143 | 3e   | Ciorbea (1996-1998), Vasile (1998-1999), Isărescu (1999-2000) |
| 2000  | 7,0                 | 31 / 345            | 7,6   | 13 / 140 | 3e   | Opposition                                                    |
| 2004  | 31,5                | 48 / 337            | 31,8  | 21 / 132 | 2e   | Tăriceanu (2004-2007), opposition (2007-2008)                 |

### Présidentielles
| Année | Candidat       | 1er tour   | 2e tour    |
| ----- | -------------- | ---------- | ---------- |
| 1996  | Petre Roman    | 20,5 (3e)  |            |
| 2000  | Petre Roman    | 3,0 (6e)   |            |
| 2004  | Traian Băsescu | 33,9 (1er) | 51,2 (1er) |

### Européennes
| Année | Voix   | Mandats | Tête de liste     | Rang | Groupe |
| ----- | ------ | ------- | ----------------- | ---- | ------ |
| 2007  | 28,8 % | 13 / 35 | Sorin Frunzăverde | 1er  | PPE-DE |

## Présidents
- 1993-2000 : Petre Roman
- 2000-2004 : Traian Băsescu
- 2004-2007 : Emil Boc